# Turnianska Nová Ves
Turnianska Nová Ves (em húngaro: Tornaújfalu) é um município da Eslováquia, situado no distrito de Košice-okolie, na região de Košice. Tem 6,42 km² de área e sua população em 2018 foi estimada em 327 habitantes.

## Demografia
| Ano:        | 1994 | 2004   | 2014   | 2024    |
| ----------- | ---- | ------ | ------ | ------- |
| Broj ljudi: | 374  | 367    | 345    | 291     |
| Razlika:    |      | -1,87% | -5,99% | -15,65% |

| Ano:               | 2023 | 2024   |
| ------------------ | ---- | ------ |
| Número de pessoas: | 299  | 291    |
| Diferença:         |      | -2,67% |